# Conrad Ahlers
 Conrad Ahlers, né le 8 novembre 1922 à Hambourg et mort le 19 décembre 1980 à Bonn, était un journaliste et homme politique ouest-allemand du Parti social-démocrate (SPD).
Rédacteur en chef adjoint et spécialiste des questions militaires au magazine Der Spiegel, il est l’auteur de l’article qui déclencha en 1962 l’affaire dite du Spiegel, pendant laquelle il fut détenu pendant cinquante-six jours.
Il fut de 1969 à 1972 chef de l’office de presse et d'information et porte-parole du Gouvernement fédéral sous Willy Brandt, et siégea au Bundestag de 1972 à 1980.
Il fut également intendant de la station de radio Deutsche Welle.